# 제미니투자
제미니투자는 벤처 캐피털 사업을 영위하는 코스닥 상장 기업이다. 1986년 11월 설립되었다.
현재 대한민국의 벤처 캐피털 산업은 크게 위축되어 있는 상태로, 투자 성공률도 높지 못하고 투자금 확보에도 어려움을 겪고 있는 상태이다. 적자가 매년 지속되고 있어 투자회사로서의 수익률은 매우 좋지 못하다.
이에 제미니투자는 정보통신, 생명공학, 엔터테인먼트 분야 등으로 사업다각화를 계획하고 있으나 가시적인 성과는 없는 상태다.

## 동전주 테마
제미니투자는 2015년 6월 상한가 및 하한가 제한이 30%로 확대된 이후 생겨난 소위 동전주 테마 중 하나로, 가격제한폭 완화 후 동전주 열풍이 불자 실적과는 별개로 7월에 급등한 일이 있다. 제미니투자와 함께 동전주 테마주로 분류되는 것에는 슈넬생명과학, 미래산업, 지엠피, 케이디건설, 갑을메탈, 웨이포트, 큐캐피탈, 씨씨에스 등이 있다.

## 같이 보기
- 동전주
- 동전주 테마
- 테마주
- SBI인베스트먼트